# شهرستان تانگیین
شهرستان تانگیین (به لاتین: Tangyin County) یک شهرستان‌های جمهوری خلق چین در چین است که در آنیانگ واقع شده‌است.
 شهرستان تانگیین  ۴۵۰٬۰۰۰ نفر جمعیت دارد.